# Chappuisiidae
Chappuisiidae é uma família de crustáceos da ordem Harpacticoida.